# Pentastar: In the Style of Demons
Pentastar: In The Style Of Demons es el tercer álbum de estudio de la banda estadounidense Earth. Fue lanzado el 23 de julio de 1996 por Sub Pop Records. Pentastar tiene una orientación más roquera que sus predecesores, aunque conservando su espíritu minimalista. Su sonido ha sido definido como la búsqueda del "término medio entre el space rock de Hawkwind y el ruidoso guitarreo de The Melvins".

## Lista de canciones
Escrito por Dylan Carlson, excepto donde se indica.
| N.º | Título                            | Escritor(es)   | Duración |  |
| 1.  | «Introduction»                    |                | 5:15     |  |
| 2.  | «High Command»                    |                | 5:50     |  |
| 3.  | «Crooked Axis For String Quartet» | Sean McElligot | 5:29     |  |
| 4.  | «Tallahassee»                     |                | 3:50     |  |
| 5.  | «Charioteer (Temple Song)»        | Ian Dickson    | 4:17     |  |
| 6.  | «Peace in Mississippi»            | Jimi Hendrix   | 5:56     |  |
| 7.  | «Sonar and Depth Charge»          |                | 7:13     |  |
| 8.  | «Coda Maestoso in F(Flat) Minor»  |                | 5:19     |  |

## Créditos
| - Dylan Carlson – voz, guitarra, vibráfono, piano - Ian Dickson – bajo, guitarra - Sean McElligot – guitarra - Michael Deming – órgano - Michael McDaniel – batería, percusión | - Ingeniería y grabación por Michael Deming. - Diseño por Dylan Carlson y Jeff Kleinsmith. - Foto de la banda por Alice Wheeler. |